# Margarita Armstrong-Jones
Lady Margarita Elizabeth Rose Alleyne Armstrong-Jones (Londen, 14 mei 2002) is een dochter van David Armstrong-Jones, 2e graaf van Snowdon en Serena Stanhope.
Ze is genoemd naar haar grootmoeder, prinses Margaret, en naar haar overgrootmoeder, Elizabeth Bowes-Lyon. Rose was, volgens haar vader, geselecteerd door haar oudere broer Charles (1999). Alleyne is een naam van haar moeder.

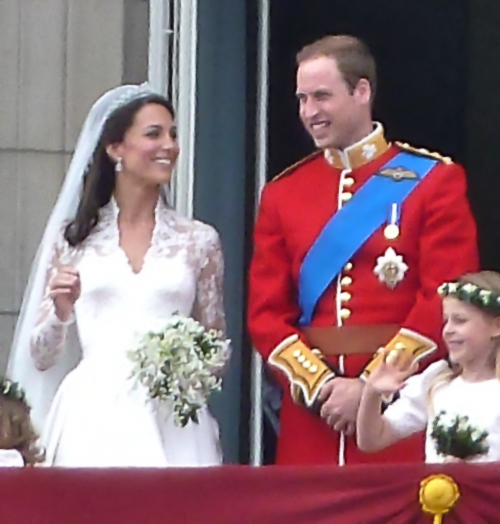
Margarita (rechts) als bruidsmeisje tijdens het huwelijk van William en Kate

Tijdens het huwelijk van prins William met Catherine Middleton op 29 april 2011 was Margarita een van de bruidsmeisjes.